# Franz Karl Joseph zu Hohenlohe-Waldenburg-Schillingsfürst

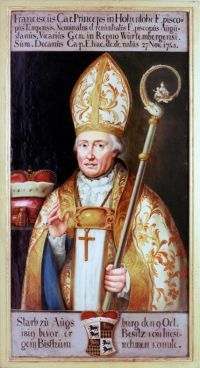
Porträt des Bischofs aus der Galerie im Augsburger Dom

Franz Karl Joseph Xaver Prinz zu Hohenlohe-Waldenburg-Schillingsfürst (* 27. November 1745 in Waldenburg; † 9. Oktober 1819 in Augsburg) war Weihbischof und Bischof von Augsburg sowie Generalvikar von Neuwürttemberg.

## Leben und Wirken
Franz Karl Joseph entstammte dem Haus Hohenlohe. Er war der Sohn von Fürst Karl Albrecht I. zu Hohenlohe-Waldenburg-Schillingsfürst (* 22. September 1719; † 25. Januar 1793) und seiner ersten Frau Sophie Wilhelmine zu Löwenstein-Wertheim-Rochefort (* 7. August 1721; † 29. September 1749).
Er wurde von Jesuiten erzogen, studierte in Parma sowie in Straßburg und empfing am 7. April 1787 zu Köln die Priesterweihe. Später fungierte er als Dekan der Fürstpropstei Ellwangen, außerdem als Domkapitular in Köln, Wien und Straßburg. Unter Clemens Wenzeslaus von Sachsen, dem letzten Fürstbischof von Augsburg, avancierte Hohenlohe am 9. August 1802 zu dessen Weihbischof, kurz bevor das Hochstift säkularisiert wurde. Gleichzeitig erhielt er die Würde eines Titularbischofs von Tempe. Die Konsekration erteilte ihm am 5. September des Jahres sein Fürstbischof in der Pfarrkirche zu Marktoberdorf, unter Assistenz der Äbte von Irsee und Füssen.
Nach der Säkularisation des Hochstifts bestand das Bistum Augsburg im geistlichen Bereich, in seinen alten Grenzen zunächst fort.
Im Herbst 1812 wurde nach dem Tod von Bischof Clemens Wenzeslaus von Sachsen für die an Württemberg gefallenen Teile des Bistums Augsburg in Ellwangen ein Generalvikariat unter Leitung von Weihbischof Hohenlohe geschaffen. Der anfängliche Plan des Kurfürsten Friedrich misslang, aus dem Generalvikariat ein württembergisches Bistum Ellwangen zu kreieren; dem staatlicherseits  gegründeten Generalvikariat fehlte ohnehin die kirchliche Bestätigung. Hohenlohe vertrat es als Administrator bei den württembergischen Ständeversammlungen, in den Jahren von 1815 bis 1817. Als sein engster Mitarbeiter und Vertrauter fungierte der Priester Joseph Mets (1758–1819), ein Freund Johann Michael Sailers, der im Gegensatz zu Hohenlohe ausgezeichnete verwaltungstechnische Kenntnisse besaß. Zwischen 1813 und 1817 residierte der Weihbischof ausschließlich in Ellwangen und kam während dieser Zeit nicht nach Augsburg bzw. in den jetzt bayerischen Bistumsteil, um dort Pontifikalhandlungen vorzunehmen. Durch ein Breve vom 21. März 1816 bestätigte Papst Pius VII. die Errichtung des Generalvikariats Ellwangen und erklärte die von Bischof Hohenlohe dort bisher vorgenommenen kirchlichen Akte für gültig. Dem Generalvikar wurde Johann Baptist von Keller, der spätere, erste Bischof von Rottenburg, als Provikar an die Seite gegeben und das Generalvikariat verlegte seinen Sitz im Herbst 1817 nach Rottenburg am Neckar; 1821 entstand daraus das württembergische Bistum Rottenburg.
Für die an Bayern gefallenen Teile des alten Bistums Augsburg war 1812 ebenfalls ein Generalvikariat geschaffen worden, das unter der Leitung des Domherren Franz Friedrich von Sturmfeder stand; er residierte in Augsburg. Hohenlohe-Waldenburg-Schillingsfürst zog sich im Mai 1817 dorthin zurück und trat seine Funktionen als Weihbischof von Augsburg wieder an, während er die Leitung der Geschäfte in Ellwangen bzw. Rottenburg dem Provikar überließ.
Am 5. Februar 1818 ernannte man Hohenlohe-Waldenburg-Schillingsfürst zum Bischof des in neuen Grenzen wiedererstandenen, jetzt rein bayerischen Bistums Augsburg; er starb aber bereits am 9. Oktober 1819. Hierauf leitete Sturmfeder, nun als Kapitularvikar, die Diözese bis zum Amtsantritt des Nachfolgers Joseph Maria von Fraunberg, 1821. Hohenlohe-Waldenburg-Schillingsfürst wurde in der Augsburger Domkirche beim Aufgang zum Ostchor bestattet.
Der Neffe des Bischofs war Alexander zu Hohenlohe-Waldenburg-Schillingsfürst, Titularbischof von Sardika. Er hatte sich 1814–1815, als Theologiestudent, bei seinem Onkel in Ellwangen aufgehalten. Johann Michael Sailer, der spätere Regensburger Bischof hielt ihm 1815 dort die Primizpredigt.